# Tênis de mesa nos Jogos Sul-Americanos de 2010
As competições de tênis de mesa nos Jogos Sul-Americanos de 2010 ocorreram entre 21 e 26 de março no Coliseo Menor Rodrigo Pérez Castro, em Medellín. Sete eventos foram disputados.

## Calendário
| Março         | 17 | 18 | 19 | 20 | 21 | 22 | 23 | 24 | 25 | 26 | 27 | 28 | 29 | 30 | T |
| ------------- | -- | -- | -- | -- | -- | -- | -- | -- | -- | -- | -- | -- | -- | -- | - |
| Tênis de mesa |    |    |    |    |    | 2  |    | 3  |    | 2  |    |    |    |    | 7 |

## Medalhistas
Masculino
| Evento  | Ouro                                                                | Prata                                                               | Bronze |
| Simples | Gustavo Tsuboi BRA Brasil                                           | Gastón Alto ARG Argentina                                           | Alberto Mino ECU Equador Liu Song ARG Argentina                                                                                              |
| Duplas  | Liu Song Pablo Tabachnik ARG Argentina                              | Hugo Hoyama Gustavo Tsuboi BRA Brasil                               | Henry Mujica Jonathan Pino VEN Venezuela Luis Díaz Marco Navas VEN Venezuela                                                                 |
| Equipe  | Hugo Hoyama Eric Mancini Humberto Manhani Gustavo Tsuboi BRA Brasil | Gastón Alto Rodrigo Gilabert Liu Song Pablo Tabachnik ARG Argentina | Geovanny Coello Alberto Mino Iván Proano Dino Suárez COL Colômbia Alexander Echavarría Juan García Juan Restrepo Mauricio Rivera ECU Equador |

Feminino
| Evento  | Ouro                                                               | Prata                                                                 | Bronze |
| Simples | Paula Medina COL Colômbia                                          | Fabiola Ramos VEN Venezuela                                           | Lígia Silva BRA Brasil Berta Rodríguez CHI Chile |
| Duplas  | Fabiola Ramos Ruaida Ezzedine VEN Venezuela                        | Karin Sako Lígia Silva BRA Brasil                                     | Nathalia Bedoya Paula Medina COL Colômbia Caroline Kumahara Jéssica Yamada BRA Brasil                                                                |
| Equipe  | Caroline Kumahara Karin Sako Lígia Silva Jéssica Yamada BRA Brasil | Johana Araque Nathalia Bedoya Paula Medina Luisa Zuluaga COL Colômbia | Natália Castellano Blanca Durán Berta Rodríguez María Paulina Vega CHI Chile Mariana Guanchez María Mata Fabiola Ramos Ruaida Ezzedine VEN Venezuela |

Misto
| Evento | Ouro                               | Prata                                | Bronze                                                                        |
| Duplas | Hugo Hoyama Lígia Silva BRA Brasil | Karin Sako Gustavo Tsuboi BRA Brasil | Juan Papic Berta Rodríguez CHI Chile Johana Araque Juan Restrepo COL Colômbia |

## Quadro de medalhas
| Ordem | País      | Medalha de ouro | Medalha de prata | Medalha de bronze | Total |
| ----- | --------- | --------------- | ---------------- | ----------------- | ----- |
| 1     | Brasil    | 4               | 3                | 2                 | 9     |
| 2     | Argentina | 1               | 2                | 1                 | 4     |
| 3     | Colômbia  | 1               | 1                | 3                 | 5     |
| 3     | Venezuela | 1               | 1                | 3                 | 5     |
| 5     | Chile     |                 |                  | 3                 | 3     |
| 6     | Equador   |                 |                  | 2                 | 2     |
| TOTAL | TOTAL     | 7               | 7                | 14                | 28    |